# Caonabó
Caonabó (? - 1496) was een Taíno cacique op het eiland Quisqueya (nu Hispaniola) tijdens de ontdekking van het eiland door Christoffel Columbus. Caonabó was hoofd van de cacicazgo Maguana in de Cibaoregio (een van de vijf indianen provincies). Hij was getrouwd met Anacaona, die hem na zijn dood opvolgde als caciqua. Caonabó werd door de andere leiders gevreesd om zijn strijdkunst, lef en kracht.

## Schrijfwijze van de naam
Zijn naam werd op drie verschillende manieren geschreven. Columbus schreef in een opdracht aan Pedro Mosen Margarit "Cahonabo".
Historici schreven Caonabo. Frater de Bartolomé de las Casas schreef in een brief over zijn naam "Het laatste sterk", wat betekent dat op de laatste lettergreep accent moeten vallen, dus Caonabó.
Nu komt men nog twee schrijfwijzen tegen: Caonabo en Caonabó.

## De eerste confrontatie
De stam van Caonabó werd verantwoordelijk gehouden voor de aftocht van Columbus toen deze op 13 januari 1493 bij de plaats Punta Flecha op het schiereiland Samaná, een regen van pijlen ontmoette.

## Aanval op fort La Navidad
Enige tijd na de aanval bij Punta Flecha, werd hij bezocht door enkele Spanjaarden uit fort La Navidad. Naar aanleiding van de houding tegenover zijn vrouw Anacaona, doodde hij Rodrigo de Escobedo, Pedro Gutierrez en de andere aanwezige Spanjaarden. Na de terugkeer van Columbus naar Spanje werd fort La Navidad aangevallen en vernietigd en de aanwezige Spanjaarden onder leiding van Diego de Arana werden gedood. Columbus werd bij de aankomst van de tweede reis door Cacique Guacanagarix over het voorval geïnformeerd en Caonabó werd als schuldige aangewezen, waarna Columbus Caonabó gevangen wilde nemen.

## De slag bij fort Santo Tomas
In maart 1495 probeerde Caonabó met zijn broer Manicatex het fort van St. Thomas te overmeesteren. Columbus probeerde de belegering te doorbreken maar moest zich volledig terugtrekken en zag geen uitweg meer om de strijd te winnen. Deze strijd eindigde daardoor in een overwinning voor Caonabó, maar werd door Columbus opgeëist. Door de "bijzondere" overwinning werd deze plaats Santo Cerro (heilige berg) genoemd.

## Caonabó gevangen
Nadat hij met een list door Alonso de Ojeda kon worden gevangen en overgedragen aan Columbus, was het lastig om Caonabó ter dood te veroordelen. De reden was de aanwezigheid van de Spaanse inspecteur Juan Aguado en de te verwachten problemen met de indianen. Columbus gebruikte het argument dat hij hem niet kon veroordelen, omdat hij een van de vijf belangrijkste leiders van het eiland was en besloot om hem in maart 1496 naar Spanje te sturen. Tijdens deze reis overleed hij waarvoor verschillende verklaringen worden gegeven. De meest aannemelijke zijn:
- Het konvooi werd, in de haven of tijdens de reis, door een storm overvallen waardoor enkele schepen verloren gingen, waaronder het schip waarop Caonabó gevangen zat.
- Hij weigerde te eten en te drinken en overleed onderweg door ondervoeding en uitdroging.
- Hij kwam samen met de andere gevangenen in opstand waarbij het schip tot zinken werd gebracht.

Na zijn dood volgde Anacaona hem op als cacique van Xaragua.